# Florence Wysinger Allen
Florence Wysinger Allen (1913-1997) fue una modelo artística afroamericana durante más de 30 años. Fue llamada la más querida modelo de los artistas de San Francisco.

## Biografía
Florence Wysinger Allen nació en Oakland, California, en 1913. Su padre, Arthur, era el hijo de Edmond Wysinger Edward y su madre, nacida Moore, era un pianista de concierto. Allen asistió a la Fremont High School y se convirtió en un miembro activo de la comunidad artística de San Francisco, así como también se convirtió en activista por los derechos civiles y columnista de un diario. Su círculo social incluye gente de la talla de Paul Robeson, Paul Newman, Harry Belafonte y Allen Ginsberg. Mientras no hacía de modelo trabajaba de azafata en restaurantes de North Beach como elWashington Square Bar and Grill. En 1987 fue atropellada por un camión mientras cruzaba una calle cerca de Muelle de los Pescadores, rompiéndose las dos piernas y perdiendo su movilidad. Murió en El Sobrante, en California el 1 de junio de 1997.

## Carrera
Hay un arte en este negocio. Hay mucho más que la piel y los huesos. Es un trabajo muy difícil. Tienes que encontrar los músculos que no sabías ni que tenías. Justo cuando crees que estás relajada, el sudor empieza a correr - y entonces te rascas. La tensión es enorme.
 Flo Allen

Allen empezó como modelo en 1933, motivada por necesidades monetarias, y trabajar para pintores como Mark Rothko, Diego Rivera, Gertrude Murphy y Wayne Thiebaud. También hizo de modelo para clases de arte en la escuela de arte de San Francisco, en la  Universidad de California - Berkeley y la Universidad de Stanford , entre otros. Prefería hacer de modelo de desnudo, ya que se cobraba 75 centavos por hora frente a los 50 centavos la hora para modelar vestida. En 1945 fundó el Gremio de modelos de San Francisco. En 1965 la Universidad de California-San Francisco celebró una exposición de arte tituladaFlorence Allen Herself, que mostró treinta años de la carrera de Allen como modelo. En 1987 se convirtió en la Coordinadora de modelos y profesora del Taller de Certificación de modelos en elCalifornia College of the Arts.